# Fermana Football Club
La Fermana Football Club S.r.l., meglio nota come Fermana, è una società calcistica italiana con sede nella città di Fermo. Milita in Eccellenza, la quinta serie del campionato italiano.
Fondata nel 2013, è l'erede della tradizione sportiva iniziata nel 1924 con la creazione dell'Unione Sportiva Fermana e poi transitata attraverso tre soggetti societari, ultimo dei quali l'Unione Sportiva Fermana Società Sportiva Dilettantistica, disciolta al termine della stagione 2012-2013.
Dal punto di vista storico, la Fermana vanta quale maggior successo una partecipazione al campionato di Serie B a girone unico, nell'annata 1999-2000. Nel suo palmarès annovera una Coppa Italia Dilettanti e due Coppa Italia Dilettanti Marche.

## Storia

### Il primo trentennio
Il calcio a Fermo arrivò nel 1913 sul campo del ricreatorio “San Carlo”, dove don Biagio Cipriani fece rotolare la prima sfera su un campetto di calcio.
Dopo la prima guerra mondiale, nel 1920 nacque la Società Sportiva La Fermo il cui presidente fu Uriele Vitali Rosati e il colore sociale era il bianco. Nel 1923, in seguito a un'assemblea generale dei soci della Società Sportiva La Fermo, vi fu una scissione dalla quale nacque il Fermo Football Club con Francesco "Checco" Rocchetti come presidente.
I colori della nuova società era il nero-stellato e da subito conquistò le simpatie dei tifosi con una serie di vittorie tra cui quella del primo derby cittadino contro La Fermo per 4-1. L'anno successivo, in seguito allo scioglimento del Fermo F.C. per motivi politici, avvenne la fusione delle due società da cui nacque l'Unione Sportiva Fermana con il giallo e il blu come colori sociali ispirati ai colori del Modena che allora andava per la maggiore. Questa nuova squadra era costituita prevalentemente da elementi locali ma ebbe vita breve e, dopo qualche anno di militanza in Terza Divisione regionale, venne abbandonata anche dai suoi tifosi.
Nel 1932, i canarini raggiunsero il secondo posto nel campionato di Seconda Divisione, dietro alla Jesina guadagnandosi l'ammissione agli spareggi per salire in Prima Divisione con relativa promozione. La stagione di Prima Divisione 1933-1934 vide la Fermana lottare in posizioni di bassa classifica ma la stagione successiva, a causa dello scioglimento dell'Ascoli, arrivarono diversi giocatori con militanze nella Nazionale B che le permisero di chiudere il campionato al decimo posto. Nella stagione 1935-36 grazie all'arrivo in panchina dell'ungherese Árpád Hajós e di alcuni giocatori di valore la Fermana arrivò al quarto posto e fu promossa in Serie C.

### Il dopoguerra e gli anni cinquanta
La società, dopo la seconda guerra mondiale, riprese l'attività agonistica dalla stagione 1946-1947 e nel 1949-1950 i gialloblù si piazzarono al primo posto nel girone L della Promozione acquisendo il diritto a partecipare al campionato nazionale di Serie C. La stagione seguente i canarini terminarono la stagione regolare a pari punti con la Pistoiese con la quale disputarono e vinsero per 1-0 lo spareggio salvezza. La stagione 1951-1952 fu contrassegnata da una stagione fallimentare che portò la Fermana al penultimo posto e alla retrocessione; nella stagione 1952-1953 la Fermana disputò un campionato modesto classificandosi sestultima.
Nella stagione di IV Serie 1953-1954 (che in seguito diventerà Serie D), la Fermana dopo si classificò terzultima al pari dell’Ascoli retrocedendo in Promozione Regionale, e nell'anno 1956-1957 ci fu l’ultimo derby del Piceno dove in casa la Fermana ebbe la meglio per 3-0, mentre ad Ascoli capitolò per 2-1.

### Dagli anni sessanta agli anni ottanta

Una formazione della Fermana nella stagione 1976-1977

Dagli anni sessanta, per i gialloblù cominciarono alcuni anni di anonimato nella Promozione Regionale dove la svolta si ebbe quando Baldassarre Mori, imprenditore locale del laterizio, rilevò la società che nel 1963 arrivò a sfiorare la promozione in Serie C perdendo lo spareggio contro la Ternana. Alla fine degli anni sessanta Mori lasciò la società a Luciano Balestrini, predecessore dei presidenti padroni degli anni successivi dove nonostante le difficoltà economiche i gialloblù sfiorarono la promozione nel 1978, quando a rilevare la società arrivò Paolo Belleggia, imprenditore del calzaturiero che nella stagione successiva, ancora una volta, svanì il sogno di riportare i canarini in Serie C a favore della Maceratese che vinse il campionato.
Nel 1984, poi, la Fermana si conquistò sul campo la promozione in Serie C2. Nella stagione successiva, dopo aver allestito una squadra di giocatori navigati e aver disputato un girone d'andata positivo, vi fu un crollo fisico nel girone di ritorno, che fece retrocedere la squadra. La stagione 1985-1986 vide i gialloblù evitare per un soffio la seconda retrocessione consecutiva, poi, nel 1988 la Fermana non riuscendo a iscriversi per il Campionato Interregionale venne retrocessa in Promozione.
Un anno dopo, nel 1989, avvenne la pronta risalita dei canarini, le cui redini vennero tenute dal commerciante Roberto Mistretta.

### Gli anni novanta
Il 1993 fu l'inizio del periodo d'oro societario quando, nonostante la Fermana fosse arrivata seconda dietro la Vis Pesaro, venne ripescata in Serie C2 a causa del fallimento di alcune società. Nella stagione 1994-1995 i canarini ottennero la salvezza solo alla penultima giornata, battendo 1-0 il Castel di Sangro. Nel campionato seguente i gialloblù, allenati da Marco Alessandrini centrarono il quarto posto e il diritto a disputare i play-off dove prevalsero in semifinale sulla Ternana e ai rigori contro il Livorno nella finale giocata al Paolo Mazza di Ferrara guadagnandosi per la prima volta la promozione in Serie C1.

Una formazione della Fermana nella stagione 1998-1999, che ottenne una storica promozione in Serie B

Il campionato di Serie C1 1996-1997 vide la squadra salvarsi solo dopo i play-out contro il Trapani e successivamente la società venne rilevata da Giacomo Battaglioni con l'obiettivo di arrivare in breve in Serie B. Dopo una stagione sofferta, con la salvezza ottenuta a 90' dal termine del campionato, l'anno successivo la squadra venne affidata a Ivo Iaconi sotto la cui guida, dopo aver chiuso il girone di andata con soli 18 punti, la Fermana vinse il campionato ottenendo la promozione diretta in Serie B.

### Gli anni duemila
Al termine del campionato 1999-2000 la Fermana retrocedette, tornando in terza serie dopo appena un anno. Nonostante l'ultimo posto, i canarini ottennero vittorie di prestigio contro squadre del calibro di Napoli (3-2), Genoa (2-1) e Atalanta (1-0).Dopo cinque stagioni anonime in Serie C1, arrivò la retrocessione al termine del campionato 2005-2006. In estate il presidente Battaglioni non iscrisse la società in Serie C2 e il titolo sportivo, dopo la messa in liquidazione, restò in mano allo stesso Battaglioni. In sostituzione dello storico sodalizio, nacque l'U.S. Fermana S.S.D. affiliata ex novo in federazione, che partì dal campionato di Prima Categoria e che, grazie a due promozioni in tre anni, si ritrovò ben presto in Eccellenza. La prima stagione nel massimo torneo regionale fu anonima e conclusa al settimo posto in classifica. Tuttavia, il 27 gennaio, sul campo di Jesi, i gialloblù conquistarono la Coppa Italia Dilettanti regionale, battendo per 1 a 0 la Vis Pesaro in finale grazie alla rete di Gianluca Savoldi al primo minuto dei tempi supplementari. Ottennero dunque il diritto di partecipare alla fase nazionale della Coppa Italia Dilettanti, dalla quale però vennero estromessi al primo turno dalla Virtus Spoleto.

### Gli anni duemiladieci
Nel luglio 2010 dopo lunghe trattative, la società viene acquisita da un trio di imprenditori toscani composto da Francesco Ferrante, Renzo Berti e Marco Barghigiani. Direttore sportivo fu scelto Mimmo Di Antonio. Per il campionato viene ingaggiato il tecnico Giovanni Cornacchini e, dopo un torneo concluso al secondo posto, la Fermana venne estromessa dai play-off promozione dalla Vis Pesaro.
Nell'estate del 2011 Renzo Berti assunse l'incarico di presidente, con Francesco Ferrante azionista di maggioranza e Marco Barghigiani direttore generale. La squadra disputa un altro torneo di vertice, qualificandosi nuovamente ai play-off. I giorni antecedenti la finale contro il Tolentino sono tuttavia segnati dalla protesta dei calciatori, che denunciano pubblicamente i mancati pagamenti degli stipendi provocando le dimissioni in blocco dell'allora dirigenza. In seguito alle esortazioni dei tifosi, la squadra scende comunque in campo, perdendo però contro i cremisi.
Nel luglio del 2012, la gestione venne assunta da un gruppo di imprenditori abruzzesi capeggiati da Rocco Bochicchio, presidente, Sebastiano Troìa, direttore generale e Luca Di Pasquale, direttore sportivo. Nel novembre successivo Rocco Bochicchio lascia la società, opzionata in seguito dall'A.C.F. Fermo, presieduta da Emanuele Corradi. Per quanto concerne le vicende sportive, la Fermana conclude il campionato, conquistando comunque la promozione in Serie D grazie alla vittoria della Coppa Italia Dilettanti (1-0 contro l'Audace Cerignola).
Al termine della stagione regolare, la società, causa una massa debitoria pregressa molto pesante, non perfeziona l'iscrizione al campionato di Serie D. I tre gestori che allora erano a capo della Fermana riallacciarono i contatti con l'imprenditore montegranarese Maurizio Vecchiola che, insieme a Corradi, annunciò la nascita del nuovo sodalizio, nato dalla fusione tra A.C.F. Fermo (militante in Seconda Categoria) e Montegranaro Calcio Provincia Fermana (neo-promosso in Serie D), denominato Società Dilettantistica Montegranaro Calcio Fermana Football Club. Nel campionato di Serie D viene conquistata la salvezza con tre giornate di anticipo dopo vari avvicendamenti alla guida tecnica.
La Fermana nella seconda metà del mese di maggio 2014 cambia assetto societario in vista della stagione 2014-2015: Maurizio Vecchiola resta socio di maggioranza, tuttavia la carica di presidente viene assunta dall'imprenditore calzaturiero Giorgio Fabiani già sponsor e socio di minoranza. I successivi due campionati verranno conclusi al decimo e al quinto posto.
Nella stagione 2016-2017, i gialloblù al termine della stagione conquistano il primo posto nel proprio girone con tre giornate d'anticipo, tornando nella terza serie calcistica dopo undici anni.

## Colori e simboli

### Colori
I colori sociali della Fermana sono giallo e il blu: la divisa casalinga presenta generalmente la prima tinta quale dominante e la seconda a connotare finiture e pantaloncini. La seconda divisa tende invece a invertire lo schema, essendo di norma blu con inserti gialli.
La squadra ha però talora vestito anche maglie palate nelle due tinte sociali, nonché casacche "alternative" declinate in tinte quali il rosso, il verde o ancora il bianco e il nero. Questi ultimi due colori hanno talora costituito un omaggio alla simbologia originaria dei due club antesignani della Fermana, ovvero La Fermo (che vestiva una casacca nera con una stella bianca sul petto) e Fermo Football Club (contraddistinto dalle maglie candide).
| La Fermo | Fermo F.C. | tradizionale | alternativa 1 | alternativa 2 |

### Simboli ufficiali

#### Stemma
Il più antico stemma fermano conosciuto consisteva in tre cerchi intersecati, ciascuno dei quali recante al suo interno un'iniziale della denominazione sociale, il tutto di colore giallo o blu con fondo in contrasto. Tale stemma è stato successivamente recuperato a seguito della rifondazione dal 2013, seppur con le lettere modificate ai sensi del nuovo nome societario.
Tra il 1996 e il 2006 venne invece adottato uno scudo palato giallo-blu, recante in posizione centrale lo stemma comunale della città di Fermo; superiormente vi erano poi tre strisce contenenti la ragione sociale, i colori della bandiera italiana e l'anno di fondazione.
Dal 2006 al 2013 lo scudetto assunse invece una tinta dominante gialla, con la ragione sociale sempre in capo, ma scritta tutta in azzurro e con un più ingombrante carattere tipografico; lo scudo comunale venne invece racchiuso in un cerchio riempito da un motivo ondulato blu, con in aggiunta il disegno di una mano reggente un pallone da calcio di tipo moderno (a pentagoni ed esagoni bianco-neri).
Il 15 settembre 2020 è stato presentato, progettato e pensato il nuovo stemma per l'anniversario del club.

Logo utilizzato dal 1996 al 2006
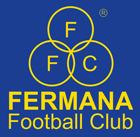
Logo utilizzato dal 2013 al 2019
Logo utilizzato dal 2019 al 2020

### Inno
L'inno della Fermana si intitola Fermana Alè!, cantato da Osman Pugnaloni.

## Strutture

### Stadio
Inaugurato nel 1934, dal ministro Araldo di Crollalanza e intitolato a Sandro Italico Mussolini, dal 1946 viene intitolato a Bruno Recchioni, ex mediano della Fermana, capitano dell'Esercito italiano, morto il 22 settembre 1943 nell'eccidio di Cefalonia assieme ad altri cinquemila italiani della Divisione Acqui, uccisi dai nazisti perché si erano rifiutati di consegnare le armi dopo l'armistizio dell'8 settembre 1943.
Le tribune laterali in cemento armato sono state costruite nel 1994, coperte nel 1998, le due curve (la ovest in cemento e la est in metallo) e il blocco sud nel 1999 ove lo stadio da quell'anno ebbe un impianto di illuminazione artificiale (con alimentazione autonoma attraverso gruppo elettrogeno) che eroga fino a 700 lux, idoneo per dirette televisive con riprese digitali ad alta definizione.

## Società

### Organigramma societario
Dal sito internet ufficiale della società:
- Fabio Massimo Conti - Amm. unico e Dir. generale
- Michele di Bari - Direttore Operativo
- Antonio Pagliuca - Segretario Amministrativo Sportivo
- Walter Matacotta - Club Manager
- Andrea Di Salvatore - Team Manager
- Enrico Guidi - Dir. addetto agli ufficiali di gara
- Roberto Cruciani - Responsabile Comunicazione
- Nunzio Danilo Ferraioli - Responsabile Marketing & Social
- Alessandra Iacopini - Responsabile Official Store
- Fabrizio Nascimbeni - Area Marketing
- Stefano Castori e Paolo Rocchi - Speaker
- Orietta Contisciani - Delegato per la gestione dell'evento
- Mauro Cesari - Vicedelegato per la gestione dell'evento
- Rossano Di Biagio - SLO

### Sponsor
| Cronologia degli sponsor tecnici - fino al 1995 ... - 1995-1998 Gems - 1998-2006 Fatto per fare - 2006-2007 Macron - 2007-2009 Erreà - 2009-2011 Macron - 2011-2012 Royal Sport - 2012-2013 Givova - 2013-2015 Joma - 2015- Macron | Cronologia degli sponsor ufficiali - fino al 1995 ... - 1995-1998 Fiordilatte Delizia - 1998-1999 La Donzelletta - 1999-2000 Teseo - 2000-2002 non presente - 2002-2003 Elsamec - 2003-2006 non presente - 2006-2007 Provincia Fermana - 2007-2011 Savelli Ascensori - 2011-2012 Mondo Pelli - 2012-2013 Giorgio Fabiani - 2013-2017 Finproject - 2017- XL Extralight, Vega |

## Allenatori e presidenti
- 1920-1934 ...
- 1934-1935  Árpád Hajós
- 1935-1945 ...
- 1945-1946  Attilio Kossovel
- 1946-1949 ...
- 1949-1950  Angelo Piccaluga
- 1950-1951  Árpád Hajós
- 1951-1952  Eraldo Guidi
- 1952-1959 ...
- 1959-1960  Aroldo Collesi
- 1960-1962  Corrado Viciani
- 1962-1963 ...
- 1963-1964  Francesco Lamberti
- 1964-1971 ...
- 1971-1972  Guido Testolina
- 1972-1978 ...
- 1978-1979  Paolo Beni
- 1979-1984 ...
- 1984-1985  Feliciano Orazi
 Giuseppe Brizi
- 1985-1986  Giuseppe Brizi
 Mariano Pavoni
- 1986-1989 ...
- 1989-1990  Vincenzo Urbani
- 1990-1991  Mario Marini
- 1991-1992  Mario Marini
 Renzo Rossi
- 1992-1993  Mario Vivani
- 1993-1994  Carlo Ripari
- 1994-1995  Bruno Nobili
 Giacomo Chinellato
 Bruno Nobili
- 1995-1997  Marco Alessandrini
- 1997-1999  Ivo Iaconi
- 1999-2000  Ivo Iaconi (1ª-11ª)
 Stefano Di Chiara (12ª-16ª)
 Ivo Iaconi (17ª-38ª)
- 2000-2001  Salvo Fulvio D'Adderio
 Dino Pagliari
- 2001-2002  Dino Pagliari
 Hector Alberto Ortega
 Dino Pagliari
- 2002-2003  Rosolino Puccica
- 2003-2004  Gianni Bortoletto
 Andrea Bruniera
- 2004-2005  Marco Cari
- 2005-2006  Vincenzo Mora
 Gianluca De Angelis
 Vincenzo Mora
 Arcangelo Sciannimanico
 Domenico Izzotti
 Vincenzo Mora
- 2006-2007  Pierluigi Prete
- 2007-2008  Francesco Nocera
 Pierluigi Prete
- 2008-2009  Pierluigi Prete
 Giuseppe De Amicis
- 2009-2010  Giuseppe De Amicis
 Roberto Beni
- 2010-2011  Giovanni Cornacchini
- 2011-2012  Lorenzo Scarafoni
- 2012-2013  Gianluca De Angelis
 Tiziano Giudici
 Gianluca De Angelis
- 2013-2014  Gianluca Fenucci
 Luigi Boccolini
 Fabio Scoponi
- 2014-2015  Guido Di Fabio
 Osvaldo Jaconi
- 2015-2016  Osvaldo Jaconi
 Flavio Destro
- 2016-2019  Flavio Destro
- 2019-2020  Flavio Destro
 Mauro Antonioli
- 2020-2021  Mauro Antonioli
 Giovanni Cornacchini
- 2021-2022  Maurizio Domizzi
 Giancarlo Riolfo
 Gabriele Baldassarri
- 2022-2023  Stefano Protti
- 2023-2024  Andrea Bruniera
 Stefano Protti
 Andrea Mosconi
- 2024-2025  Fabio Brini
 Rubén Darío Bolzán
 Fabio Brini
 Mirko Savini

- 1920-1923  Uriele Vitali Rosati
- 1923-1924  Francesco Rocchetti
- 1924-1950 ...
- 1950-1951  Danilo De Cocci
- 1951-1952  Baldassarre Mori
- 1952-1959 ...
- 1959-1964  Raoul Santori
- 1964-1965  Giovanni Sagripanti
- 1965-1969  Baldassarre Mori
- 1969-1978  Luciano Balestrini
- 1978-1982  Paolo Belleggia
- 1982-1984  Giovanni Santini
- 1984-1985  Enrico Ermelli Cupelli
- 1985-1986  Francesco Valentini
 Enrico Ermelli Cupelli
- 1986-1987  Enrico Ulissi
- 1987-1988  Edmondo Mecozzi
- 1988-1990  Roberto Mistretta
- 1990-1991  Maurizio Piergallini
- 1991-1993  Roberto Mistretta
- 1993-1994  Marcello Lauri
- 1994  Roberto Mistretta
- 1994-1996  Paolo Belleggia
- 1996-2006  Giacomo Battaglioni
- 2006-2008  Giorgio Ruggeri
- 2008-2010  Stefano Chiodini
- 2010-2011  Andrea Morroni
 Francesco Ferrante
- 2011-2012  Renzo Berti
- 2012-2013  Rocco Bochicchio
 Sergio Rogante
- 2013-2014  Maurizio Vecchiola
- 2014-2015  Giorgio Fabiani
- 2015-2016  Enzo Raoul Parlatoni
- 2016-  Umberto Simoni

## Calciatori

### Capitani
- ... (1920-1993)
- Roberto Avanzolini (1993-1994)
- Stefano Protti (1994-1996)
- Pierpaolo Lauretti (1996-1998)
- Guido Di Fabio (1998-2002)
- Andrea Di Salvatore (2002-2003)
- Mauro Chiodini (2003-2005)
- Alessandro Smerilli (2005-2006)
- Andrea Di Salvatore (2006-2009)
- Alex Simoni (2009-2010)

- Ruben Dario Bolzán (2010-2011)
- Massimo De Reggi (2011-2012)
- Ruben Dario Bolzán (2012-2013)
- Giorgio Marinucci Palermo (2013-2014)
- Fabio Cusaro (2014-2015)
- Marco Comotto (2015-2021)
- Gianluca Urbinati  (2021-2022)
- Manuel Giandonato  (2022-)

## Palmarès

### Competizioni nazionali
- Coppa Italia Dilettanti: 1

2012-2013

### Competizioni interregionali
- Serie C1: 1

1998-1999 (Girone B)
- Campionato Interregionale: 1

1983-1984 (Girone  F)
- Serie D: 1

2016-2017 (Girone F)

### Competizioni regionali
- Coppa Italia Dilettanti Marche: 2

2009-2010, 2012-2013

### Altri piazzamenti
- Serie C2:

Vittoria play-off: 1995-1996 (girone B)
- Serie D:

Secondo posto: 1963-1964 (girone D), 1964-1965 (girone E), 1968-1969 (girone D)
Terzo posto: 1961-1962 (girone E), 1965-1966 (girone E), 1978-1979 (girone C)
- Campionato Interregionale:

Secondo posto: 1982-1983 (girone F)
Terzo posto: 1981-1982 (girone F)
- Eccellenza:

Secondo posto: 2010-2011
Terzo posto: 2011-2012
- Promozione:

Secondo posto: 2007-2008 (girone B)

## Statistiche e record

### Partecipazione ai campionati
Campionati nazionali
| Livello | Categoria                       | Partecipazioni | Debutto   | Ultima stagione | Totale |
| ------- | ------------------------------- | -------------- | --------- | --------------- | ------ |
| 2º      | Serie B                         | 1              | 1999-2000 | 1999-2000       | 1      |
| 3º      | Prima Divisione                 | 2              | 1933-1934 | 1934-1935       | 23     |
| 3º      | Serie C                         | 12             | 1935-1936 | 2023-2024       | 23     |
| 3º      | Serie C1                        | 9              | 1996-1997 | 2005-2006       | 23     |
| 4º      | Promozione                      | 2              | 1948-1949 | 1949-1950       | 31     |
| 4º      | IV Serie                        | 3              | 1952-1953 | 1954-1955       | 31     |
| 4º      | Serie D                         | 23             | 1959-1960 | 2024-2025       | 31     |
| 4º      | Serie C2                        | 3              | 1984-1985 | 1995-1996       | 31     |
| 5º      | Serie D                         | 4              | 1978-1979 | 2013-2014       | 15     |
| 5º      | Campionato Interregionale       | 9              | 1981-1982 | 1991-1992       | 15     |
| 5º      | Campionato Nazionale Dilettanti | 2              | 1992-1993 | 1993-1994       | 15     |

Campionati regionali
| Livello | Categoria  | Partecipazioni | Debutto   | Ultima stagione | Totale |
| ------- | ---------- | -------------- | --------- | --------------- | ------ |
| I       | Promozione | 5              | 1955-1956 | 1988-1989       | 9      |
| I       | Eccellenza | 4              | 2009-2010 | 2012-2013       | 9      |
| II      | Promozione | 2              | 2007-2008 | 2008-2009       | 2      |

### Partecipazione alle coppe
| Competizione            | Partecipazioni | Debutto   | Ultima stagione | Totale |
| ----------------------- | -------------- | --------- | --------------- | ------ |
| Coppa Italia            | 5              | 1935-1936 | 2019-2020       | 5      |
| Coppa Italia Serie C    | 4              | 1984-1985 | 2019-2020       | 4      |
| Coppa Italia Serie D    | 4              | 2013-2014 | 2016-2017       | 4      |
| Poule Scudetto          | 1              | 2016-2017 | 2016-2017       | 1      |
| Coppa Italia Dilettanti | 2              | 2009-2010 | 2012-2013       | 2      |

## Tifoseria

### Storia
Il principale gruppo ultras della Fermana erano le Brigate Gialloblu 1974 fino al 24 agosto 2010, data del loro scioglimento dovuto a numerose diffide. Dal 2010 al 2018 il gruppo portante di riferimento è stato il Nucleo Fermano 1996 che guidava la Curva Duomo già dalla seconda metà degli anni 2000.
Dal 2015 il Nucleo era stato affiancato dalla Torcida, gruppo nato e sostenuto dai giovani studenti fermani scioltosi nel 2018. Altri gruppi della Duomo sono: Barra Brava, Irriducibili Gialloblu e Viale Trento.
A partire dalla stagione 2018-2019, viene fondato un nuovo gruppo, di nome 1920, fondato da tifosi rimanenti dei vecchi gruppi.

### Gemellaggi e rivalità
L'unico gemellaggio ancora molto sentito da parte della tifoseria fermana è quello con la Curva Nord dell'Avezzano. Si tratta di un'amicizia storica avviata già dalle Brigate Gialloblu e portata poi avanti dal Nucleo Fermano. Altro gemellaggio nato nelle ultime stagioni, e sentito da tutta la tifoseria, è quello con i ragazzi della Recanatese. Il gruppo Sotto Mentite Spoglie sostiene un'amicizia con la curva della Pro Patria.
In passato vi erano amicizie con la curva del Pescara e con quella della Viterbese.
La rivalità storica è sicuramente quella con l'Ascoli, poiché non è sentita solo in campo calcistico, bensì affonda le sue radici nel Medioevo e nell'eterna lotta per la supremazia tra Marca Fermana e Marca Picena. Dopo il 2004, con l'istituzione della provincia di Fermo e le diverse ambizioni calcistiche, questa rivalità si è leggermente affievolita, anche se resta ancora tra le più sentite in assoluto. Da segnalare anche le accese rivalità con: Ancona, Sambenedettese, Vis Pesaro, Maceratese (Derby dei Sibillini), Civitanovese, Sangiustese, Tolentino e Fano e, fuori dai confini regionali, Chieti, Giulianova, Teramo, L’Aquila, Ternana e Foligno.